# Mark Kotsay
Mark Steven Kotsay (né le 2 décembre 1975 à Whittier, Californie, États-Unis) est l'actuel instructeur des frappeurs des Padres de San Diego de la Ligue majeure de baseball.
Kotsay joue dans le baseball majeur au poste de voltigeur de 1997 à 2013.

## Carrière de joueur

### Amateur
Après des études secondaires à la Santa Fe High School de Santa Fe Springs (Californie), Mark Kotsay suit des études supérieures à Cal State Fullerton où il s'illustre sous les couleurs des Cal State Fullerton Titans. Il remporte les College World Series avec les Titans en 1995 et est désigné meilleur joueur du tournoi.
Kotsay est drafté le 4 juin 1996 par les Marlins de la Floride au premier tour (9e choix). 
Sélectionné en équipe des États-Unis à l'occasion des Jeux olympiques de 1996, il remporte la médaille de bronze à Atlanta.

### Professionnelle

#### Marlins de la Floride
Il passe une saison en Ligues mineures avant d'effectuer ses débuts en Ligue majeure le 11 juillet 1997. Laissé de côté en séries éliminatoires de 1997 où les Marlins remportent leur première Série mondiale, Kotsay est un régulier de l'équipe pour les trois saisons suivantes, se distinguant en offensive avec des moyennes au bâton s'élevant entre ,270 et ,300 et au moins 50 points produits chaque année entre 1998 et 2000.

#### Padres de San Diego
Il est transféré chez les Padres de San Diego le 28 mars 2001 à l'occasion d'un échange impliquant plusieurs joueurs. 

#### Athletics d'Oakland

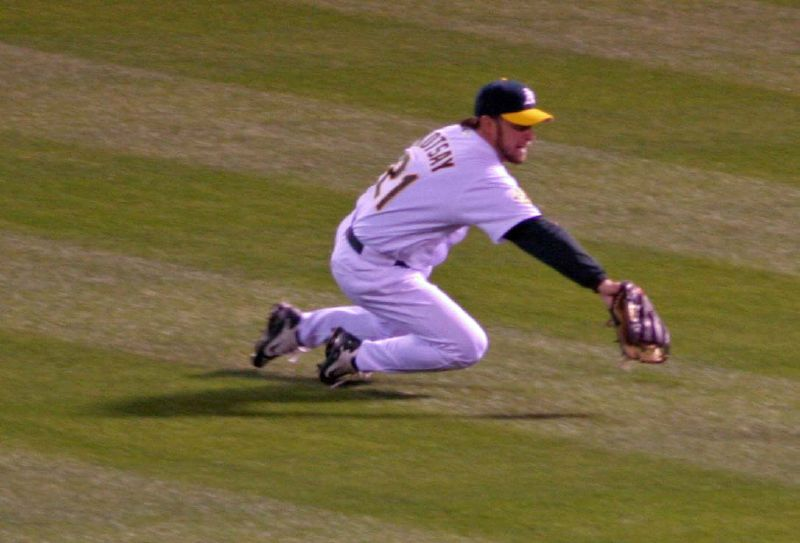
Mark Kotsay en défensive pour les Athletics en 2006.

Kotsay est échangé aux Athletics d'Oakland le 26 novembre 2003. Le joueur de champ extérieur réalise alors sa meilleure saison en 2004 (0,314 de moyenne au bâton) et termine 14e du vote désignant le meilleur joueur de la saison en Ligue américaine.
Il participe pour la première fois aux séries éliminatoires en 2006 avec les Athletics. Le parcours d'Oakland s'achève contre les Tigers de Détroit en Série de championnat.

#### Braves d'Atlanta
Kotsay est échangé aux Braves d'Atlanta le 14 janvier 2008. Il réussit un cycle le 14 août ; c'est le premier joueur des Braves a réaliser une telle performance depuis Albert Hall en 1987.

#### Red Sox de Boston
Il est transféré chez les Red Sox de Boston le 27 août 2008 lors d'un échange contre Luis Sumoza. 
Kotsay prend part à ses deuxièmes séries éliminatoires en 2008. Le parcours de Boston s'achève contre les Rays de Tampa Bay en Série de championnat. Durant la saison, Kotsay joue au premier but en plus de sa position habituelle au champ extérieur.

#### White Sox de Chicago
Il est échangé aux White Sox de Chicago le 28 juillet 2009 contre Brian N. Anderson. Il prolonge son contrat chez les White Sox le 5 novembre en s'engageant pour la saison 2010 contre 1,5 million de dollars. Il voit peu d'action en défensive durant son séjour à Chicago, les White Sox ayant souvent recours à ses services comme frappeur désigné.

#### Brewers de Milwaukee

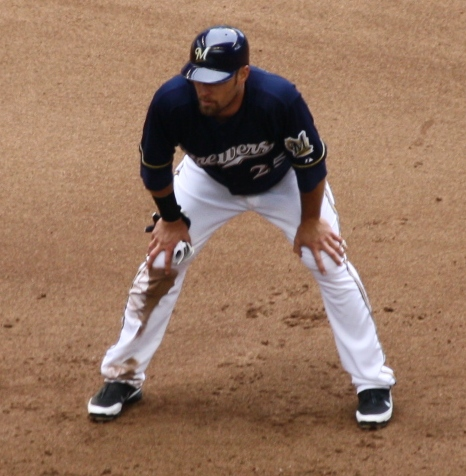
Mark Kotsay en 2011 avec les Brewers de Milwaukee.

En février 2011, Kotsay, qui est agent libre, signe pour une saison avec les Brewers de Milwaukee. Avec ,270 de moyenne au bâton en 104 parties, Kotsay, qui est de retour au champ extérieur, aide les Brewers à décrocher le titre de la division Centrale de la Ligue nationale de baseball. Il n'obtient qu'un seul coup sûr en deux rondes éliminatoires et est le dernier des Brewers retiré dans le match qui voit le club être éliminé par les futurs champions du monde, Saint-Louis, en Série de championnat.

#### Retour à San Diego
Le 16 novembre 2011, Kotsay accepte un contrat d'une saison à 1,25 million de dollars pour retourner à l'une de ses anciennes équipes, les Padres de San Diego.
Le 15 septembre 2013, Kotsay annonce qu'il prendra sa retraite à la fin de la saison en cours.
En 1 914 matchs dans les majeures, Mark Kotsay compte 1 784 coups sûrs, 353 doubles, 48 triples, 127 circuits, 720 points produits, 790 points marqués et 98 buts volés. Sa moyenne au bâton s'élève à ,276 et sa moyenne de présence sur les buts à ,332.

## Carrière d'instructeur
Assistant au directeur-gérant des Padres de San Diego en 2014, Kotsay est nommé instructeur des frappeurs de l'équipe en décembre 2014, succédant à Phil Plantier.